# Susana Fankhauser-Pérez de Léon
Susana Fankhauser-Pérez de Léon (* 21. Oktober 1947 in Toluca, Mexiko) ist eine schweizerisch-mexikanische Psychologin, die sich auf die Integration von Migrantinnen und Migranten in die Schweizer Gesellschaft spezialisiert hat. Sie hat Psychologie und Berufsberatung an der Universität von Mexiko-Stadt sowie am Institut National d’Étude du Travail et d’Orientation Professionnelle (INETOP) in Paris studiert. Seit ihrem Umzug in die Schweiz im Jahr 1976 engagiert sie sich intensiv für die Verbesserung der Integration von Migrantinnen und Migranten in der Schweiz. 

## Leben und Wirken
Nach ihrem Studium der Psychologie und Berufsberatung an der Universität von Mexiko-Stadt und am INETOP in Paris zog sie 1976 in die Schweiz. Dort begann sie ihre berufliche Tätigkeit als Übersetzerin und Seminarleiterin für Lehrerfortbildungen im Kanton Bern. Ihre eigenen Erfahrungen als Immigrantin prägten ihr Engagement für die Integration von Migrantinnen und Migranten in die Schweizer Gesellschaft. Fankhauser-Pérez de Léon arbeitete in verschiedenen zivilen und staatlichen Gremien und wurde durch ihre Arbeit in den Bereichen Bildung, Beratung und Migration als Expertin in der Integrationspolitik anerkannt.
Das Wirken von Susana Fankhauser-Pérez de Léon ist stark durch ihr Engagement für die Integration von Migrantinnen und Migranten geprägt. Sie gründete und leitete verschiedene Vereinigungen und Netzwerke, die die Integration von Ausländerinnen und Ausländern in der Schweiz unterstützen. Bedeutende Projekte, die sie ins Leben rief, waren das "Forum für Integration von Migrantinnen und Migranten" und das Projekt „Das Zusammenleben in der Schweiz“. Sie arbeitete außerdem als Gemeindedolmetscherin und führte Weiterbildungsseminare für Lehrer im Kanton Bern durch. Weiterhin, war Fankhauser-Pérez de Léon Mitglied in verschiedenen Komitees, darunter das Bildungs- und Migrationskomitee der Schweizerischen Konferenz der kantonalen Erziehungsdirektoren sowie das Schulkomitee der Stadt Bern für kleine Klassen. Fankhauser-Pérez de Léon betonte dabei stets die Bedeutung sprachlicher Kompetenzen für eine erfolgreiche Integration und setzte sich für Chancengleichheit und Gleichberechtigung in der Gesellschaft ein.
Ihre Arbeit wurde von der Stiftung Dr. J. E. Brandenberger anerkannt, die sie für ihre unermüdlichen Bemühungen um die Integration und das Zusammenleben in der Schweiz auszeichnete. Ihre Erfahrungen und ihr umfassendes Wissen über die Realitäten von Migranten in verschiedenen sozialen Schichten haben Susana Fankhauser-Pérez de León zu einer Schlüsselfigur in der schweizerischen Integrationspolitik gemacht.

## Ehrungen
2011 wird sie mit dem Preis der Stiftung Dr. J. E. Brandenberger geehrt.

## Weiterführende Literatur
- 2011 Susana Fankhauser- Pérez de León. Abgerufen am 15. September 2024.
- Ein Leben für die Integration: Susana Fankhauser-Pérez de León erhält den Preis der Stiftung Dr. J.E. Brandenberger. 30. September 2011, abgerufen am 15. September 2024.
- FRN: Preis für Engament im Bereich Integration - Susana Fankhauser Perez de Leon. Abgerufen am 15. September 2024.
- Susana Fankhauser-Pérez de Léon: Mexico City, Paris, Bern - Menschen und Horizonte - SRF. Abgerufen am 15. September 2024.
- Preis für Integrationsarbeit. In: Neue Zürcher Zeitung. 14. November 2011, ISSN 0376-6829 (nzz.ch [abgerufen am 15. September 2024]).
- Walter Däpp: Engagierte Brückenbauerin für Immigranten, Der Bund,  12. November 2011.
- Patricia Islas: Fundación de Suiza premia a una mexicana de excepción. swissinfo.ch, 30. September 2011.

| Personendaten    | Personendaten                          |
| ---------------- | -------------------------------------- |
| NAME             | Léon, Susana Fankhauser-Pérez de       |
| KURZBESCHREIBUNG | schweizerisch-mexikanische Psychologin |
| GEBURTSDATUM     | 21. Oktober 1947                       |
| GEBURTSORT       | Toluca, Mexiko                         |